# Bahnstrecke Gelsenkirchen–Wanne-Eickel
| |                      |                                                |                                                |
| Streckennummer (DB): | 2232                 |                                                |                                                |
| Streckenlänge: | 10,2 km              |                                                |                                                |
| Spurweite: | 1435 mm (Normalspur) |                                                |                                                |
| |                      |                                                |                                                |
| \| \| \| Hauptstrecke von Duisburg \| \| \| \| 0,1 \| Gelsenkirchen Hbf \| Gelsenkirchen Hbf \| \| \| \| Hauptstrecke nach Wanne-Eickel \| \| \| \| \| Anschl. Rheinelbe \| \| \| \| \| Kray–Wanne \| \| \| \| \| von Essen Nord \| \| \| \| 3,0 \| Gelsenkirchen-Wattenscheid \| Gelsenkirchen-Wattenscheid \| \| \| \| nach Wattenscheid und Bochum Nord \| \| \| \| \| Carolinenglücker Bahn zur Zeche Carolinenglück \| \| \| \| \| Erzbahn \| \| \| \| 6,4 \| Hordel (Bk) \| Hordel (Bk) \| \| \| \| Anschl. Zeche Hannover \| \| \| \| \| Anschl. Zeche Königsgrube \| \| \| \| 7,5 \| Königsgrube (Bk) \| Königsgrube (Bk) \| \| \| \| Hauptstrecke von Gelsenkirchen \| \| \| \| \| Salzstrecke BO-Riemke–Wanne-Eickel \| \| \| \| 8,9 \| Wanne-Eickel Wst \| Wanne-Eickel Wst \| \| \| 10,2 \| Wanne-Eickel Hbf \| Wanne-Eickel Hbf \| \| \| \| Hauptstrecke nach Dortmund \| \| \| \| \| \| \| \| Quellen: [1][2] \| \| \| \| |                      |                                                |                                                |
| Strecke |                      | Hauptstrecke von Duisburg                      | Hauptstrecke von Duisburg                      |
| Bahnhof | 0,1                  | Gelsenkirchen Hbf                              | Gelsenkirchen Hbf                              |
| Abzweig ehemals geradeaus und nach links |                      | Hauptstrecke nach Wanne-Eickel                 | Hauptstrecke nach Wanne-Eickel                 |
| Strecke von links (außer Betrieb) · Abzweig geradeaus und nach rechts (Strecke außer Betrieb) |                      | Anschl. Rheinelbe                              | Anschl. Rheinelbe                              |
| Abzweig quer und nach rechts (Strecke außer Betrieb) · Kreuzung geradeaus unten (Strecken außer Betrieb) |                      | Kray–Wanne                                     | Kray–Wanne                                     |
| Abzweig geradeaus und von rechts (Strecke außer Betrieb) |                      | von Essen Nord                                 | von Essen Nord                                 |
| Bahnhof (Strecke außer Betrieb) | 3,0                  | Gelsenkirchen-Wattenscheid                     | Gelsenkirchen-Wattenscheid                     |
| Abzweig geradeaus und nach rechts (Strecke außer Betrieb) |                      | nach Wattenscheid und Bochum Nord              | nach Wattenscheid und Bochum Nord              |
| Abzweig geradeaus und nach rechts (Strecke außer Betrieb) |                      | Carolinenglücker Bahn zur Zeche Carolinenglück | Carolinenglücker Bahn zur Zeche Carolinenglück |
| Kreuzung geradeaus unten (Strecken außer Betrieb) |                      | Erzbahn                                        | Erzbahn                                        |
| Blockstelle (Strecke außer Betrieb) | 6,4                  | Hordel (Bk)                                    | Hordel (Bk)                                    |
| Abzweig geradeaus und nach rechts (Strecke außer Betrieb) |                      | Anschl. Zeche Hannover                         | Anschl. Zeche Hannover                         |
| Abzweig geradeaus und von rechts (Strecke außer Betrieb) |                      | Anschl. Zeche Königsgrube                      | Anschl. Zeche Königsgrube                      |
| Blockstelle (Strecke außer Betrieb) | 7,5                  | Königsgrube (Bk)                               | Königsgrube (Bk)                               |
| Abzweig ehemals geradeaus und von links |                      | Hauptstrecke von Gelsenkirchen                 | Hauptstrecke von Gelsenkirchen                 |
| Kreuzung geradeaus oben (Querstrecke außer Betrieb) |                      | Salzstrecke BO-Riemke–Wanne-Eickel             | Salzstrecke BO-Riemke–Wanne-Eickel             |
| Blockstelle | 8,9                  | Wanne-Eickel Wst                               | Wanne-Eickel Wst                               |
| Bahnhof | 10,2                 | Wanne-Eickel Hbf                               | Wanne-Eickel Hbf                               |
| Strecke |                      | Hauptstrecke nach Dortmund                     | Hauptstrecke nach Dortmund                     |
| |                      |                                                |                                                |
| Quellen: |                      |                                                |                                                |

Die Bahnstrecke Gelsenkirchen–Wanne-Eickel ist eine ehemalige Güterstrecke vom Gelsenkirchener Hauptbahnhof über Gelsenkirchen-Wattenscheid nach Wanne-Eickel Hauptbahnhof.

## Streckengeschichte

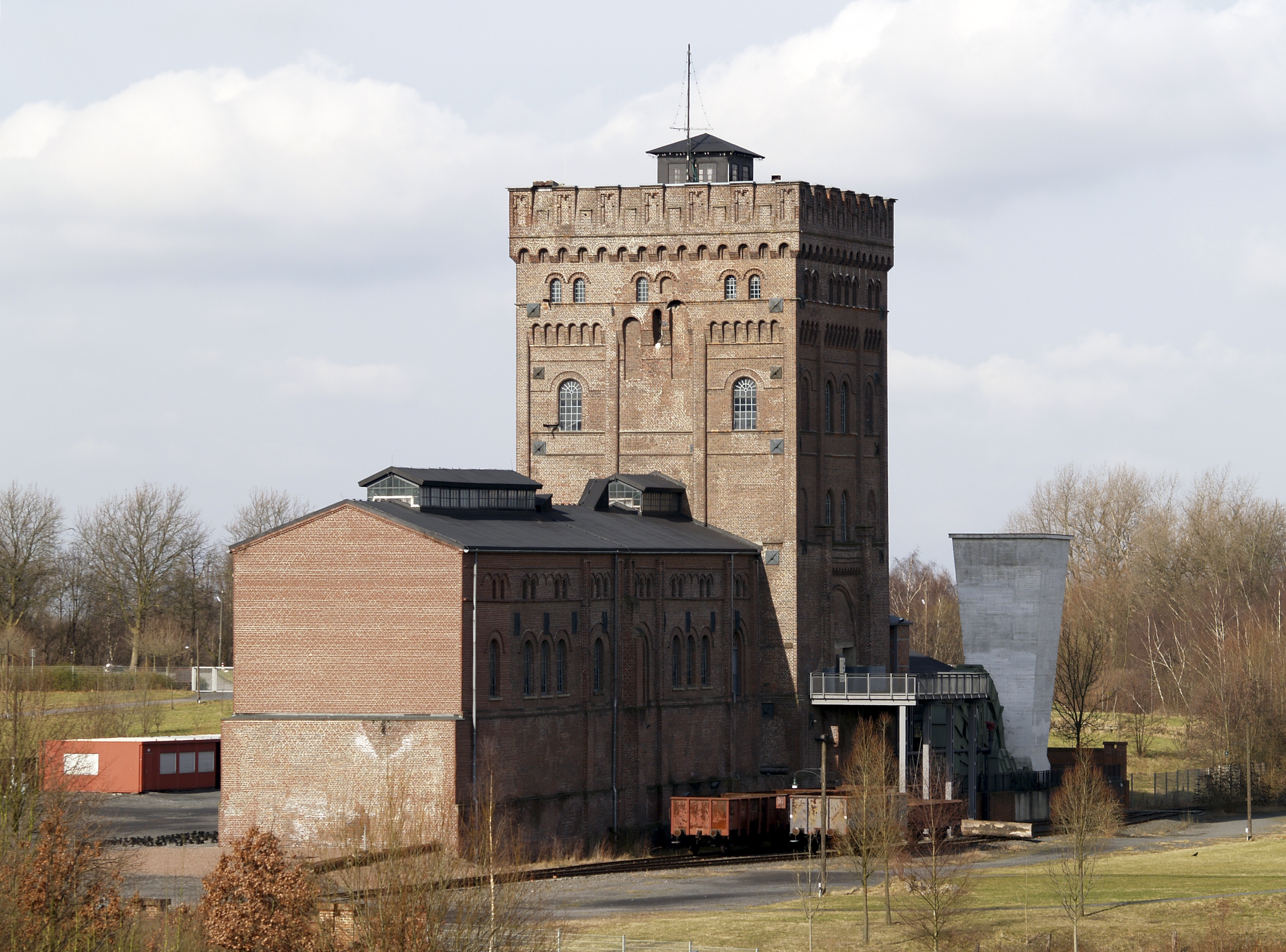
Malakowturm der Zeche Hannover; rechts und links führten die Bahnstrecken vorbei

Diese nur gut 10 km lange und eingleisige Strecke von Gelsenkirchen Hbf über den südlich auf der Stadtgrenze gelegenen Bahnhof Gelsenkirchen-Wattenscheid an der Bahnstrecke Essen-Kray Nord–Bochum Langendreer und wieder nördlich nach Wanne-Eickel wurde bis auf ein kurzes Intermezzo um das Jahr 1880 ausschließlich im Güterverkehr betrieben. Allerdings ist sie im Jahre 1949 vorübergehend für Pilgerzüge zum Katholikentag in Bochum genutzt worden, weil die Verbindung über Wanne – Riemke – Bochum überlastet war. Damaliges Ziel war der Katholikentagsbahnhof.
Ursprünglich als Zechenbahn erbaut (Carolinenglücker Bahn, siehe unten), wurde der Abschnitt nach Gelsenkirchen-Wattenscheid bereits in den 1960er Jahren abgebaut. Der Streckenteil zum Gussstahlwerk (heute Wissenschaftspark) wurde bis 1986 befahren. Jenseits des Werksgeländes erreichte die nunmehr hier als Bahntrassenradweg genutzte Verbindung zwischen Rheinelbehalde und heutiger Gesamtschule Ückendorf – hier unterfuhr sie die Bahnstrecke Kray–Wanne – den obigen Bahnhof. Östlich von Gelsenkirchen-Wattenscheid war die Strecke entlang der Zechen Hannover und Königsgrube sogar bis 1990 elektrifiziert.

## Carolinenglücker Bahn
Vom Bahnhof Gelsenkirchen-Wattenscheid führt eine Zechenanschlussbahn östlich zur nahen Zeche Carolinenglück. Zusammen mit den benachbarten Zechen Hannover, Holland und Rheinelbe hatte die Zeche Carolinenglück in den 1850er Jahren eine Anschlussbahn nach Gelsenkirchen CME (heute Gelsenkirchen Hauptbahnhof) errichtet. An sie wurde 1867 die Rheinische Bahn Osterath – Dortmund Süd angeschlossen. Teile der Bahn an der Zeche Carolinenglück bildeten Anfang des 20. Jahrhunderts die Grundlage der Erzbahn.